# Малката (Сабугал)
Малката (порт. Malcata) — район (фрегезия) в Португалии, входит в округ Гуарда. Является составной частью муниципалитета Сабугал. По старому административному делению входил в провинцию Бейра-Алта. Входит в экономико-статистический субрегион Бейра-Интериор-Норте, который входит в Центральный регион. Население составляет 351 человек на 2001 год. Занимает площадь 21,82 км².
Покровителем района считается Варнава (апостол от 70) (порт. São Barnabé).